# 比祖 (奥恩省)
比祖（法語：Bizou，法語發音：[bizu] ⓘ）是法国奥恩省的一个市镇，属于莫尔塔涅欧佩什区。

## 地理
比祖（48°29'46"N, 0°45'1"E）面积9.04 平方千米，位于法国诺曼底大区奧恩省，该省份为法国西北部内陆省份，北起顺时针与卡爾瓦多斯省、厄尔省、厄尔-卢瓦省、萨尔特省、马耶讷省和芒什省接壤。
与比祖接壤的市镇（或旧市镇、城区）包括：隆尼莱维拉日、于讷河畔库尔莫日、佩尔什地区雷马拉尔、勒马日。

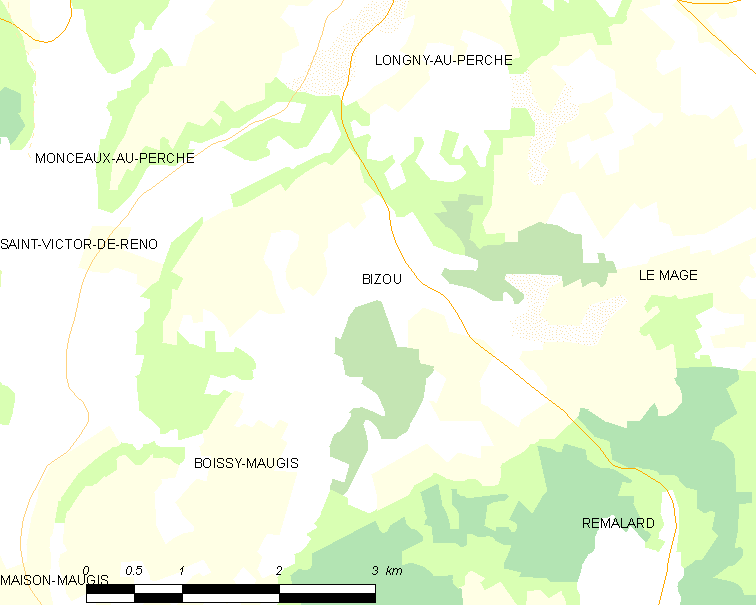
的OSM定位图

比祖的时区为UTC+01:00、UTC+02:00（夏令时）。

## 行政
比祖的邮政编码为61290，INSEE市镇编码为61046。

## 政治
比祖所属的省级选区为图鲁夫尔欧佩什县。

## 人口

1962-2008年间人口变化图示

比祖于2022年1月1日时的人口数量为141人。